# Tecoxtle
Tecoxtle är en ort i Mexiko.   Den ligger i kommunen Tlacotepec de Benito Juárez och delstaten Puebla, i den sydöstra delen av landet, 180 km sydost om huvudstaden Mexico City. Tecoxtle ligger 1 900 meter över havet och antalet invånare är 745.
Terrängen runt Tecoxtle är kuperad österut, men västerut är den platt. Runt Tecoxtle är det glesbefolkat, med 19 invånare per kvadratkilometer. Närmaste större samhälle är San Marcos Tlacoyalco, 4,0 km nordost om Tecoxtle. Omgivningarna runt Tecoxtle är en mosaik av jordbruksmark och naturlig växtlighet.